# Eva Besnyő
Éva Marianna Besnyő, née le 29 avril 1910 à Budapest et morte le 12 décembre 2003 à Laren, est une photographe néerlandaise d’origine hongroise.

## Biographie
Éva Besnyő naît le 29 avril 1910 dans une famille bourgeoise de Budapest,. Elle est la deuxième fille de Béla Blumengrund (1877-1944) et de Ilona Kelement (1883-1981). Son père, qui prendra plus tard le nom de Besnyő pour dissimuler ses racines juives, est avocat.
Elle reçoit vers 1925 son premier appareil photo, un Kodak Brownie 6x9. En 1928, elle entre en apprentissage chez József Péci, un célèbre photographe de Budapest. Son père lui offre un Rolleiflex 6×6. Comme élève de Péci, elle participe à l’exposition « L’Art du livre et de la publicité » au musée des Arts décoratifs de Budapest. En 1930, elle passe son diplôme et part à Berlin où elle rencontre l’artiste György Kepes qui travaille dans l’atelier de László Moholy-Nagy,. À Berlin, qui connaît à cette époque un foisonnement artistique, elle est influencée par les tendances qui traversent le monde des photographes professionnels : déclin du pictorialisme, Nouvelle Objectivité puis Nouvelle Vision.
Elle rencontre en 1932 le réalisateur John Fernhout qui enseigne à l’école Agfa à Berlin. Ils s’installent à Amsterdam, à la suite de la montée du nazisme en Allemagne, et se marient le 25 juillet 1933. Ils rompent fin 1937, mais leur divorce ne sera officiel qu’en 1945. Pendant la Seconde Guerre mondiale, Éva Besnyő, d'origine juive, ne peut plus travailler et est contrainte de se cacher. En juillet 1940, elle photographie Rotterdam, après un bombardement allemand.
Elle rejoint la résistance avec le graphiste et photographe Wim Brusse qui va être son second mari, et participe à la fabrication de faux papiers. Elle se marie en 1945 avec Wim Brusse et ils ont deux enfants, en 1945 et 1948. Proche de la vague féministe dans les années 1970, et plus particulièrement du groupe néerlandais Dolle Mina, elle s'associe à leurs actions et devient leur photographe,,.
Éva Besnyő meurt le 12 décembre 2003 à l’âge de 93 ans à Laren, des suites d’une courte maladie. Elle est inhumée au cimetière de Zorgvlied d’Amsterdam. Un an avant sa mort, elle a déposé ses négatifs à l'Institut Maria Austria (nl).

## Prix et distinctions
Eva Besnyő a reçu en 1985 le prix Annie Romein.
Elle obtient le prix Erich-Salomon en 1999.

## Expositions
- 1955 : The Family of Man, Musée d'art moderne de New York (MoMa)[1].
- 2012 : Eva Besnyő : 1910-2003. L’image sensible, Musée du Jeu de Paume Paris[3],[5],[4].

## Galerie

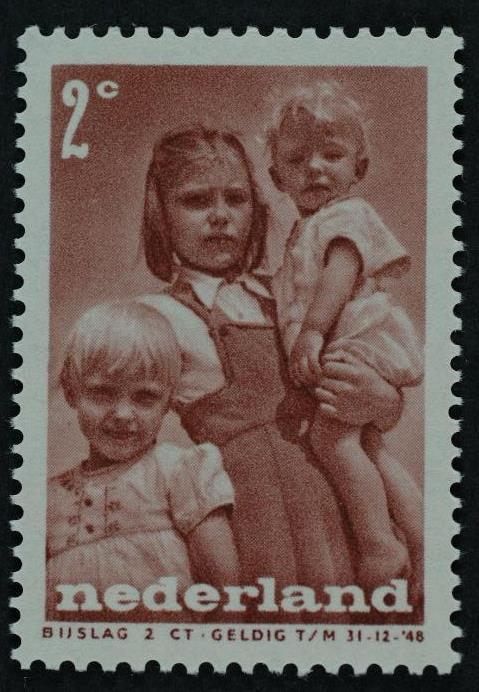
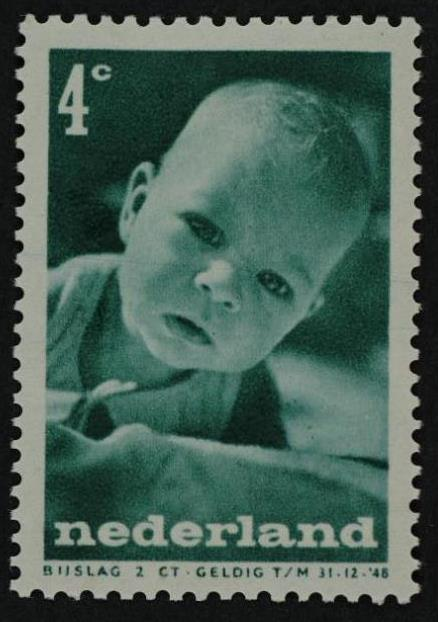